# 129-й Бесарабський піхотний полк
129-й піхотний Бесарабський Його Імператорської Високості Великого Князя Михайла Олександровича полк — (рос. 129-й пехотный Бессарабский Его Императорского Высочества Великого Князя Михаила Александровича полк) — піхотний підрозділ Російської імператорської армії. Переважна більшість військовослужбовців полку були вихідцями з України. Полк належав до 33-ї піхотної дивізії, ХХІ армійського корпусу, Київського військового округу. Місце базування — м. Київ (до 6.12.1895-після 1.04.1914 р.). Старшинство — 16.06.1808. Полкове свято — 6 грудня.

## Історія підрозділу
16.08.1806 г. — З однієї гренадерської та трьох мушкетерських рот Ширванського мушкетерського полку з доповненням рекрутів сформований Берестейський мушкетерський полк в складі трьох батальйонів. 

22.02.1811 г. — переформовано в Берестейській піхотний полк. 

14.02.1831 г. — 3-й батальйон призначили для формування Модлінського піхотного полку. Замість нього поповнили 3-м батальйоном Володимирського піхотного полку. 

28.01.1833 г. — Приєднані 1-й та 3-й батальйони 47-єгерського полку, склад полку становив 6 батальйонів. 

23.02.1845 г. — приєднано батальйон Володимирського піхотного полку. 

16.12.1845 г. — 2 батальйони відправлені на формування Ставропільського єгерського полку. 

10.03.1854 г. — сформовано 7-й та 8-й батальйони. 

23.08.1856 г. — 4-й діючий батальйон перейменовано в 4-й резервний і переведений до резервних військ. 5-й та 8-й батальйони розформовані. 

4.10.1861 г. — Берестейський піхотний Його Імператорської Високості Великого Князя Михайла Олександровича полк. 

6.04.1863 г. — З 4-го резервного і 5-го та 6-го безстрокововідпускних батальйонів Берестейського піхотного полку сформований Берестейський резервний піхотний полк у складі двох батальйонів. 

13.08.1863 г. -Берестейський резервний піхотний полк переформовано в трьохбатальйонний і перейменовано на Бесарабський піхотний полк. 

25.03.1863 г. — 129-й піхотний Бесарабський полк. 

23.11.1878 г. — 129-й піхотний Бесарабський Його Імператорської Високості Великого Князя Михайла Олександровича полк. 

18.07.1899 г. — 129-й піхотний Бесарабський Його Імператорської Високості Государя Наступника Михайла Олександровича полк.

30.07.1904 г. — 129-й піхотний Бесарабський Його Імператорської Високості Великого Князя Михайла Олександровича полк. 

## Участь у військових конфліктах
1877—1878 — Російсько-турецька війна. 24.08.1877 р. полк брав участь в бою при Аблово.
1914—1917 — Перша світова війна.

## Шефи

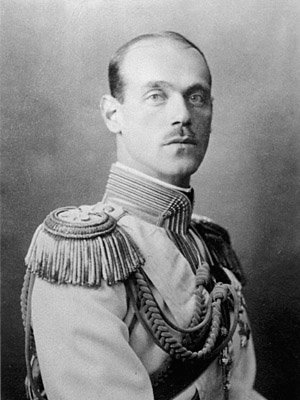
Шеф полку — Великий Князь Михайло Олександрович Романов.

З 23 грудня 1878 року до 1917 року шефом полку був Великий Князь Михайло Олександрович Романов, молодший брат імператора Миколи ІІ.

## Командири
2.04.1864-15.03.1866 гг. — полковник Кононович Казимир Йосипович; 

15.03.1866-25.11.1867 гг. — полковник Чемерзін Олександр Якович; 

17.07.1900-14.04.1902 гг. — полковник Лопушанський Микола Якович; 

8.05.1902-14.03.1905 гг. — полковник Яковлєв Михайло Михайлович; 

5.04.1905-20.07.1907 гг. — полковник Шишкевич Михайло Іванович; 

22.05.1908-після 1.02.1913 гг. — полковник Калюжний Андрій Андрійович; 

12.1913-після 1.04.1914 гг. — полковник Покровський Григорій Васильович;

2.09.1915-після 1.01.1916 гг. — полковник Бреслер Володимир Петрович. 

## Нагороди та відзнаки
1. Георгіївське полкове знамено з написами: « За Севастополь в 1854 та 1855 роках» (пожалуване батальйонам в складі Брестського піхотного полку) і «1806-1906» . З Олександрівською ювілейною стрічкою. (Імп. нак. від 16.08.1906 р.). 

2. Знаки на головні убори з написом «За Севастополь з 13 Вересня 1854 по 27 Серпня 1855 року» (пожалувані 5-му та 6-му батальйонам Брестського піхотного полку). 

3. Георгіївські труби з написом: «За Аблову 24 серпня 1877 року». Пожалувані 17.04.1978 р. 

Полковий нагрудний знак було затверджено23 травня 1908 року. Він мав вигляд золотого вінку з лаврових та дубових гілок зв'язаних знизу білою стрічкою з написом: «1806. 1863. 1906». Зверху розташовувалась імператорська корона з падаючими до низу білими стрічками. На вінок накладені вензелі імператорів Олександра І і Миколи ІІ. Весь знак золотого кольору.

## Уніформа
З 1856 року перші дивізії кожного корпусу отримали червоні погони (Бесарабський полк входив у склад 33-ї піхотної дивізії, яка була першою за рахунком дивізією XXI корпусу), з лютого того ж року перші полки піхотних дивізій (Бесарабський полк був першим полком 33-ї піхотної дивізії) отримали червоні околиші головних уборів. З 1874 року червоні погони отримали перші бригади піхотних дивізій, тобто у Бесарабському полку вони залишись таки, як і були раніше.
З березня 1862 року перші полки піхотних дивізій отримали червоні клапани на комір мундирів (коміри усіх полків мали червону випустку) і шинелей, з квітня 1865 року коміри мундирів повинні були бути суцільно червоними, з 1874 року знову ввели клапани — шириною на всю висоту коміра та довжиною до заднього ребра погону. З 1876 року перши полки дивізій отримали темно-зелену випустку на комір.

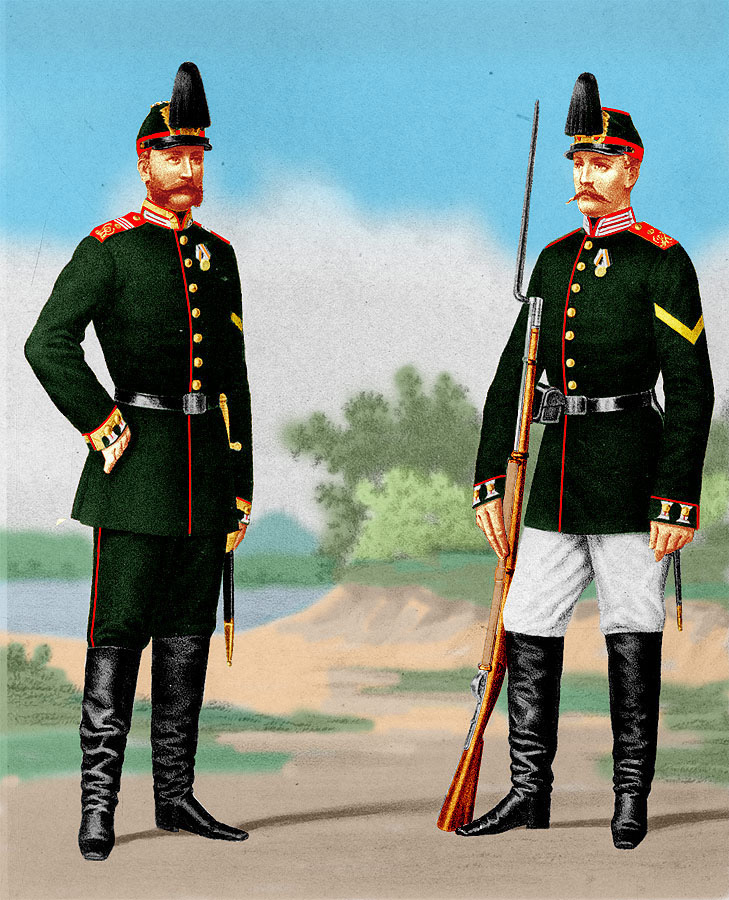
Парадна форма старшого унтер-офіцера та рядового першого полку піхотної дивізії на 1873 рік (у даному випадку 5-го Калузького полку)
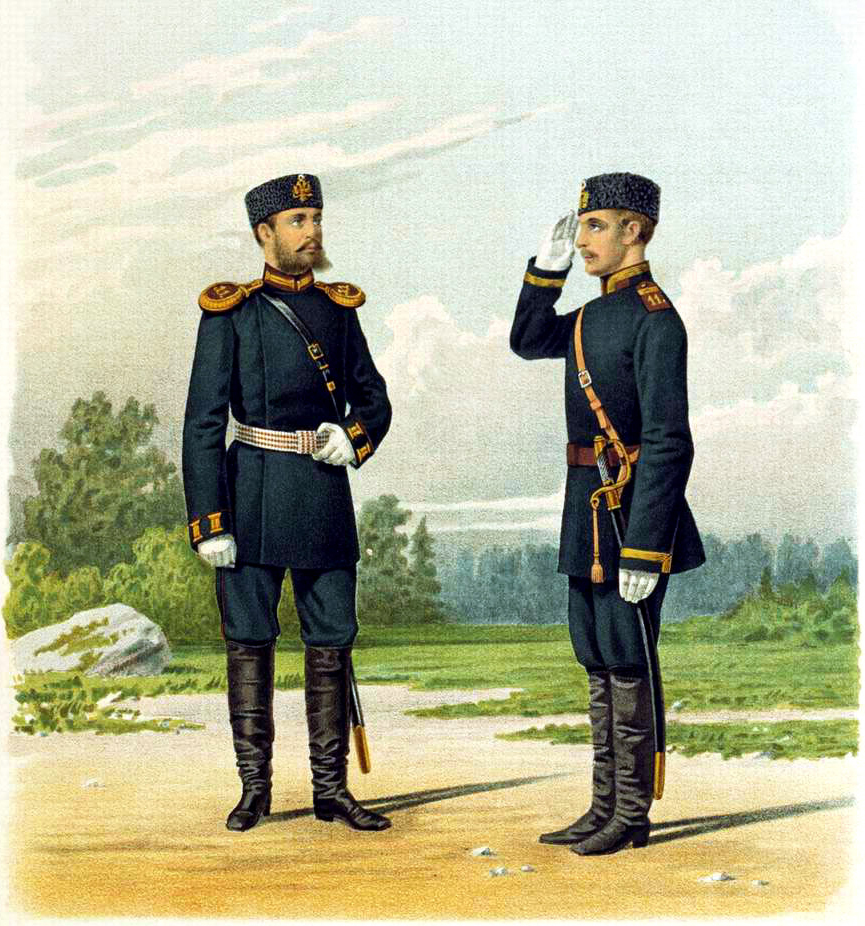
Парадна форма обер-офіцера та фельдфебеля першого полку піхотної дивізії на 1891 рік (у даному випадку 165-го Ковельского полку)
Похідна форма та спорядження рядового першого полку піхотної дивізії на 1898-99 роки

## Факти з історії
До 1900 полк дислокувався у редутах Київської фортеці, з 1900 по 1914, та у 1918 в будинку на вулиці Львівській, 24 (т. з. Бесарабські казарми, сучасна вулиця Січових стрільців, 24). По цій же адресі розміщувався полковий храм
Капельмейстером полку до 1900 року був відомий київський диригент, композитор, педагог чеського походження Коль Йосип Якович. Під час Першої світової війни в полку проходили службу майбутні генерали армії УНР В. Янченко та А. Вовк.